# Limnichus trachyformis
Limnichus trachyformis är en skalbaggsart som beskrevs av Maurice Pic 1922. Limnichus trachyformis ingår i släktet Limnichus och familjen lerstrandbaggar. Inga underarter finns listade i Catalogue of Life.